# Métadonnée (audio)
Pour l’article homonyme, voir Métadonnée.
Les métadonnées ou metadata, intégrées dans un fichier audio ou audiovisuel numérique, sont des informations supplémentaires. Elles foisonnent avec l'apparition du son multicanal, de la HD TV et du cinéma numérique.

## Utilisation
Les métadonnées sont utilisées pour nommer, décrire, cataloguer et indiquer la propriété ou le droit d'auteur pour un fichier audio numérique, et avec sa présence, il est beaucoup plus facile de trouver un fichier audio au sein d'un groupe — par l'utilisation d'un moteur de recherche qui accède aux métadonnées. Comme les différents formats audio numériques ont été mis au point, il a été convenu que le standard et le lieu précis sera mis de côté dans les fichiers numériques où cette information peut être stockée.
Presque tous les formats audio numériques, y compris les mp3, wav et de diffusion de fichiers AIFF, ont des places réservées et standardisés qui peuvent être peuplées avec des métadonnées. Cette « information sur l'information » est devenue l'un des grands avantages de travailler avec des fichiers numériques audio — depuis le catalogue et des informations descriptives qui fait les métadonnées sont intégrées dans le fichier audio lui-même, prêt à être facile d'accès et d'utilisation.

## Types de métadonnées
Le langage XML est utilisé, et d'autres comme IXML (en)(iXml) pour les spécifications des fichiers audio BWF, SOAP (Simple Object Access Protocol), ou NIFF (en) (.nif), MusicXML (.xml), PhotoScore (.opt), etc.
Pour l'audiovisuel, on peut distinguer deux familles (ou classifications) de métadonnées :
- Professionnelles
- Consommateurs

Les métadonnées sont d'abord insérées pendant les processus de création ou de mastering du programme. Elles sont transportées via la transmission ou intégrées directement sur le DVD, puis, les métadonnées permettent de renseigner l'utilisateur final ou le système de transport et de décodage destiné à optimiser les conditions de transmission et de reproduction.
Les métadonnées interviennent dans de plus en plus de fonctions diverses :
1. descriptive ou de description
2. de structure
3. technique
4. d'utilisation
5. administrative

### Métadonnées descriptives
Permettent d'afficher et de trier des informations complémentaires comme l'artiste, le titre, le genre, la date, le type de fichier, la durée etc.

### Métadonnées techniques
Destinées à influer le(s) traitement(s) complexe comme ceux d'un fichier audio 5.1 utilisé en Télévision Haute définition, DVD et cinéma.